# Леандро Брей
Леандро Брей (ісп. Leandro Brey, нар. 21 вересня 2002, Ломас-де-Самора) — аргентинський футболіст, воротар клубу «Бока Хуніорс».
Виступав за молодіжну збірну Аргентини.

## Клубна кар'єра
Народився 21 вересня 2002 року в місті Ломас-де-Самора. Вихованець футбольної школи клубу «Лос Андес». Дорослу футбольну кар'єру розпочав 2021 року в основній команді того ж клубу, в якій провів один сезон, взявши участь у 34 матчах третього аргентинського дивізіону. Був основним голкіпером команди і відзначався досить високою надійністю, пропускаючи в іграх чемпіонату в середньому менше одного гола за матч.
2022 року перейшов до одного з лідерів аргентинського клубного футболу, «Бока Хуніорс». Був резервним голкіпером у новій команді, дебютувавши у її складі в іграх чемпіонату лише по ходу сезону 2024 року.

## Виступи за збірну
З 2023 року залучається до складу молодіжної збірної Аргентини. На молодіжному рівні зіграв у 13 офіційних матчах, пропустив 10 голів.
2024 року включений до заявки олімпійської збірної Аргентини для участі у футбольному турнірі на тогорічних Олімпійських іграх у Парижі.

## Статистика виступів

### Статистика клубних виступів
Станом на 24 липня 2024
| Сезон             | Команда           | Чемпіонат         | Чемпіонат | Чемпіонат | Національний кубок | Національний кубок | Національний кубок | Континентальні кубки | Континентальні кубки | Континентальні кубки | Інші змагання | Інші змагання | Інші змагання | Усього | Усього | Усього |
| Сезон             | Команда           | Ліга              | Ігор      | Голів     | Ліга               | Ігор               | Голів              | Ліга                 | Ігор                 | Голів                | Ліга          | Ігор          | Голів         | Ігор   | Голів  |        |
| ----------------- | ----------------- | ----------------- | --------- | --------- | ------------------ | ------------------ | ------------------ | -------------------- | -------------------- | -------------------- | ------------- | ------------- | ------------- | ------ | ------ | ------ |
| 2021              | «Лос Андес»       | ПBМ               | 34        | -21       |                    | -                  | -                  |                      | -                    | -                    |               | -             | -             | 34     | -21    |        |
| 2022              | «Бока Хуніорс»    | ПД                | 0         | 0         | КА                 | 0                  | 0                  | КЛ                   | 1                    | 0                    |               | -             | -             | 1      | 0      |        |
| 2023              | «Бока Хуніорс»    | ПД                | 0         | 0         | КА                 | 0                  | 0                  | КЛ                   | 0                    | 0                    |               | -             | -             | 0      | 0      |        |
| 2024              | «Бока Хуніорс»    | ПД                | 4         | -3        | КА+КПЛ             | 1 + 4              | 0 + -2             | ПК                   | 1                    | 0                    |               | -             | -             | 10     | -5     |        |
| Усього за кар'єру | Усього за кар'єру | Усього за кар'єру | 38        | -24       |                    | 6                  | -2                 |                      | 2                    | 0                    |               | -             | -             | 46     | -26    |        |